# Heteralcis holocona
Heteralcis holocona är en fjärilsart som beskrevs av Edward Meyrick 1908. Heteralcis holocona ingår i släktet Heteralcis och familjen Lecithoceridae. Inga underarter finns listade i Catalogue of Life.